# راینهولد فنز
راینهولد فنز (انگلیسی: Reinhold Fanz؛ زادهٔ ۱۶ ژانویهٔ ۱۹۵۴) بازیکن فوتبال اهل آلمان است.
از باشگاه‌هایی که در آن بازی کرده‌است می‌توان به باشگاه فوتبال کارلسروهه، باشگاه فوتبال اس‌وی زاندهاوزن، باشگاه فوتبال فورتونا دوسلدورف، و باشگاه فوتبال فرایبورگر اشاره کرد.